# 塔兰塔斯卡
塔兰塔斯卡（義大利語：Tarantasca），是意大利库内奥省的一个市镇。总面积12平方公里，人口2048人，人口密度170.7人/平方公里（2009年）。ISTAT代码为004225。